# Ричард Брадли
Ричард Брадли (на английски: Richard Bradley) e британски ботаник, градинар, роден през 1688 година. Брадли е първият професор по ботаника в Кеймбриджкия университет. Умира през 1732 година.

## Трудове
Смятан е за автор на първата илюстрована книга за сукулентни растения:
- Bradley, Richard, 1688-1732: The Country Housewife and Lady's Director in the Management of a House, and the Delights and Profits of a Farm (sixth edition, ca. 1732) (Gutenberg text)